# История вычислительной техники
Вычислительная техника является важнейшим компонентом процесса вычислений и обработки данных. Первыми приспособлениями для вычислений были, вероятно, всем известные счётные палочки, которые и сегодня используются в начальных классах многих школ для обучения счёту. Развиваясь, эти приспособления становились более сложными, например, такими как финикийские глиняные фигурки, также предназначаемые для наглядного представления количества считаемых предметов. Такими приспособлениями, похоже, пользовались торговцы и счетоводы того времени.
Постепенно из простейших приспособлений для счёта рождались всё более и более сложные устройства: абак (счёты), логарифмическая линейка, арифмометр, компьютер. Несмотря на простоту ранних вычислительных устройств, опытный счетовод может получить результат при помощи простых счётов даже быстрее, чем нерасторопный владелец современного калькулятора. Естественно, производительность и скорость счёта современных вычислительных устройств уже давно превосходят возможности самого выдающегося расчётчика-человека.

## Ранние приспособления и устройства для счёта

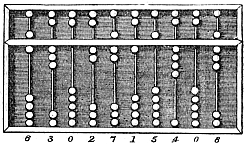
Суаньпань. На этом абаке представлено число 6 302 715 408

Человечество научилось пользоваться простейшими счётными приспособлениями тысячи лет назад. Наиболее востребованной оказалась необходимость определять количество предметов, используемых в меновой торговле. Одним из самых простых решений было использование весового эквивалента меняемого предмета, что не требовало точного пересчёта количества его составляющих. Для этих целей использовались простейшие балансирные весы, которые стали одним из первых устройств для количественного определения массы.

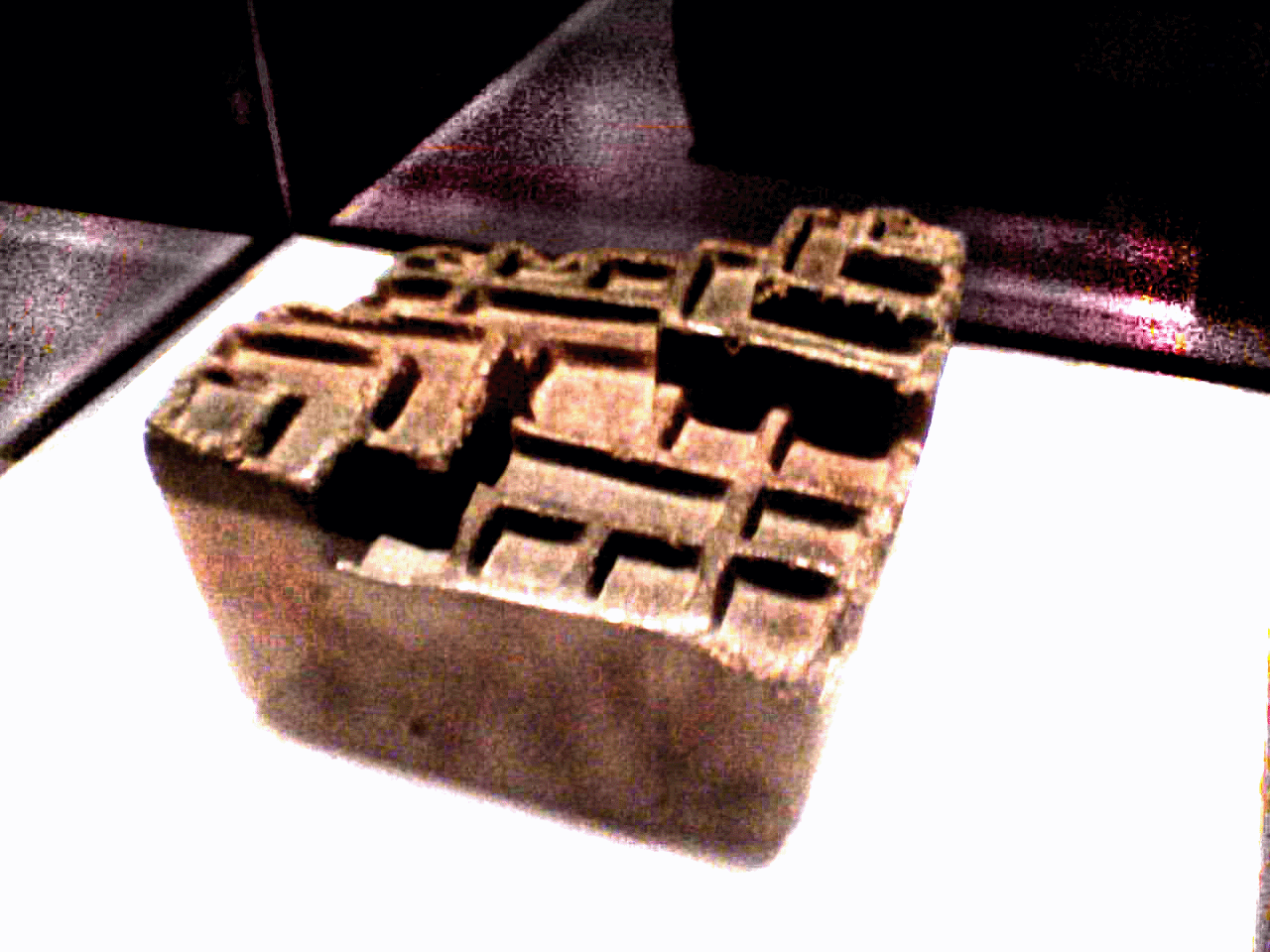
Юпана (абак инков) предположительно использовал числа Фибоначчи

Принцип эквивалентности широко использовался и в другом простейшем счётном устройстве — абаке, или счётах. Количество подсчитываемых предметов соответствовало числу передвинутых костяшек этого инструмента.
Сравнительно сложным приспособлением для счёта могли быть чётки, применяемые в практике многих религий. Верующий как на счётах отсчитывал на зёрнах чёток число произнесённых молитв, а при проходе полного круга чёток передвигал на отдельном хвостике особые зёрна-счётчики, означающие число отсчитанных кругов.

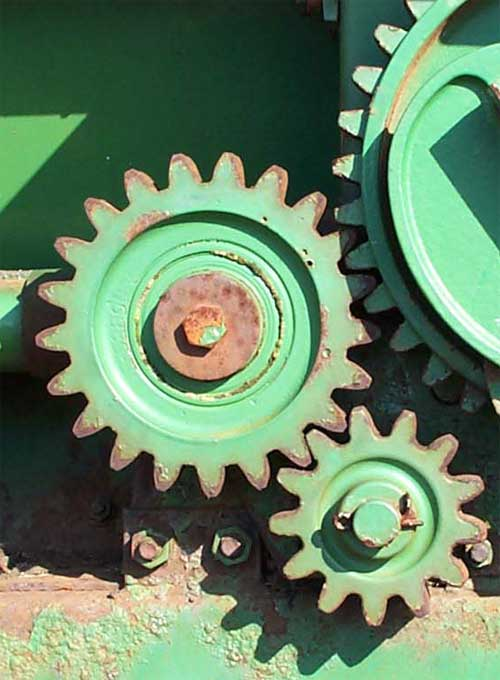
Звёздочки и шестерёнки были сердцем механических устройств для счёта

С изобретением зубчатых колёс появились и гораздо более сложные устройства выполнения расчётов. Антикитерский механизм, обнаруженный в начале XX века, который был найден на месте крушения античного судна, затонувшего примерно в 65 году до н. э. (по другим источникам в 80 или даже 87 году до н. э.), даже умел моделировать движение планет. Предположительно его использовали для календарных вычислений в религиозных целях, предсказания солнечных и лунных затмений, определения времени посева и сбора урожая и т. п. Вычисления выполнялись за счёт соединения более 30 бронзовых колёс и нескольких циферблатов; для вычисления лунных фаз использовалась дифференциальная передача, изобретение которой исследователи долгое время относили не ранее чем к XVI веку. Впрочем, с уходом античности навыки создания таких устройств были позабыты; потребовалось около полутора тысяч лет, чтобы люди вновь научились создавать похожие по сложности механизмы.

## Необычные вычислители

### Палочки Непера
Для умножения были предложены палочки Непера. Они были изобретены шотландским математиком Джоном Непером (первым автором, предложившим логарифмы) и описаны им в трактате 1617 года.
Прибор Непера мог непосредственно прилагаться только к исполнению действия умножения. С гораздо меньшими удобствами производится при помощи этого прибора действие деления. Тем не менее, успех прибора был настолько значителен, что в честь как его самого, так и изобретателя складывались хвалебные стихи.

## Логарифмические линейки, таблицы и рисунки (номограммы)
Потребность в сложных расчётах в XVII веке быстро росла. Значительная часть трудностей была связана с умножением и делением многозначных чисел.
Это привело к появлению на протяжении кратчайшего времени (1614—1623 гг.) сразу четырёх новых типов вычислителей:
- логарифмических таблиц,
- логарифмических линеек,
- механических арифмометров (скорее переоткрыты, ибо существовали в античности),
- палочек Непера встреченных с восторгом, но вскоре — полностью заброшенных.

Позже уже в XIX веке на базе логарифмов и логарифмических линеек возник и их графический аналог -
- номограммы,

которые стали использоваться для вычисления самых разных функций.

### Логарифмы и логарифмические таблицы
Определение логарифмов и таблицу их значений (для тригонометрических функций) впервые опубликовал в 1614 году шотландский математик Джон Непер.
Неперу пришла в голову идея: заменить трудоёмкое умножение на простое сложение, сопоставив с помощью специальных таблиц геометрическую и арифметическую прогрессии, при этом геометрическая будет исходной. Тогда и деление автоматически заменяется на неизмеримо более простое и надёжное вычитание.
Логарифмические таблицы, расширенные и уточнённые другими математиками, повсеместно использовались для научных и инженерных расчётов более трёх веков, пока не появились электронные калькуляторы и компьютеры.

### Логарифмические линейки
Если нанести логарифмическую шкалу на линейку — получится механический вычислитель, логарифмическая линейка.
Идею, близкую к конструкции логарифмической линейки, высказал в начале XVII века английский астроном Эдмунд Гюнтер; он предложил нанести на линейку логарифмическую шкалу и с помощью двух циркулей выполнять операции с логарифмами (сложение и вычитание). В 1620-е годы английский математик Эдмунд Уингейт усовершенствовал «шкалу Гюнтера», введя две дополнительные шкалы. Одновременно (1622 год) свой вариант линейки, мало чем отличающийся от современного, опубликовал в трактате «Круги пропорций» Уильям Отред, который и считается автором первой логарифмической линейки. Сначала линейка Отреда была круговой, но в 1633 году было опубликовано, со ссылкой на Отреда, и описание прямоугольной линейки. Приоритет Отреда долгое время оспаривал Ричард Деламейн, который, вероятно, независимо реализовал ту же идею.
Дальнейшие усовершенствования сводились к появлению второй подвижной линейки-«движка» (Роберт Биссакер, 1654 и Сет Патридж, 1657), разметке обеих сторон линейки (тоже Биссакер), добавление двух «шкал Уингейта», отметке на шкалах часто используемых чисел (Томас Эверард, 1683). Бегунок появился в середине XIX века (А. Мангейм).
Логарифмические линейки использовались несколькими поколениями инженеров и других профессионалов, вплоть до появления карманных калькуляторов. Инженеры программы «Аполлон» отправили человека на Луну, выполнив на логарифмических линейках все вычисления, многие из которых требовали точности в 3—4 знака.
На базе логарифмических линеек созданы специализированные вычислители:
- Артиллерийская линейка
- Навигационная линейка
- Линейка Дробышева
- Офицерская линейка
- Кардиологическая линейка
- Навигационные расчетчики

### Номограммы
Любой график функции можно использовать как простейший вычислитель. Для использования его нужна шкала, линейка (или частая координатная сетка), иногда — циркуль. Ещё реже — другие вспомогательные устройства. Результаты считываются визуально и записываются на бумагу. Для умножения и деления — достаточно нанести на бумагу логарифмическую шкалу рядом с обычной и использовать циркуль — получится вычислитель.

Номограмма из выровненных точек.
Таблица умножения

В принципе, логарифмическая линейка тоже позволяет ввести и рассчитывать самые разные функции. Но для этого нужно усложнять механику: добавлять дополнительные линейки и т. д. Главная же сложность — их нужно изготовлять, а механика в каждом случае может потребоваться разная. Поэтому разнообразие механических линеек довольно ограничено.
Этого основного недостатка лишены номограммы -— графики функции от нескольких переменных со шкалами, позволяющее определять значения этих функций с помощью простых геометрических операций (например, прикладывания линейки), например, решать квадратное уравнение без применения формул. Для использования номограммы достаточно иметь её распечатку, линейку и максимум — циркуль, которые раньше были у любого инженера.
Другим преимуществом номограмм — их двухмерность. Это позволяет строить сложные двухмерные шкалы, увеличивать точность, строить номограммы сложных функций, совмещать множество функций на одной номограмме, давать серию проекций трёхмерных функций и т. д.
Разработка теории номографических построений началась в XIX веке. Первой была создана теория построения прямолинейных сетчатых номограмм французским математиком Л. Л. Лаланном (1843). Основания общей теории номографических построений дал М. Окань (1884—1891) — в его же работах впервые появился термин «номограмма», установленный для применения в 1890 году Международным математическим конгрессом в Париже. Первым в России в этой области работал Н. М. Герсеванов (1906—1908); затем — создавший советскую номографическую школу, Н. А. Глаголев.

## Первые арифмометры

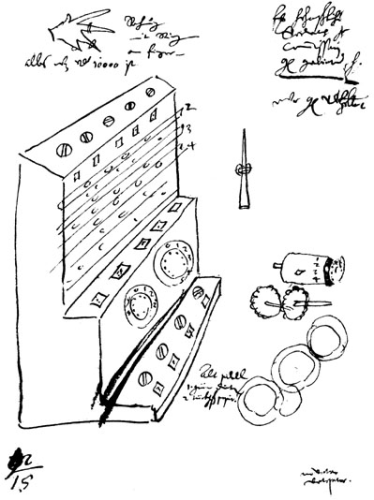
«Считающие часы» Вильгельма Шиккарда

В 1623 году Вильгельм Шиккард придумал «Считающие часы» — первый арифмометр, умевший выполнять четыре арифметических действия. Считающими часами устройство было названо потому, что, как и в настоящих часах, работа механизма была основана на использовании звёздочек и шестерёнок. Это изобретение нашло практическое использование в руках друга Шиккарда, философа и астронома Иоганна Кеплера.
За этим последовали машины Блеза Паскаля («Паскалина», 1642 г.) и Готфрида Вильгельма Лейбница — арифмометр Лейбница.
Лейбниц также описал двоичную систему счисления — один из ключевых принципов построения всех современных компьютеров. Однако вплоть до 1950-х многие последующие разработки (включая машины Чарльза Бэббиджа, ЭНИАК 1945 года и другие десятичные компьютеры) были основаны на более сложной в реализации десятичной системе счисления.
В 1820 году Шарль Ксавье Тома де Кольмар создал первое серийно выпускавшееся механическое счётное устройство — арифмометр Томаса, который мог складывать, вычитать, умножать и делить. В основном, он был основан на работе Лейбница.
В 1845 году Израиль Штаффель представил счётную машину, которая, кроме четырёх арифметических действий, могла извлекать квадратные корни. Арифмометры, считающие десятичные числа, использовались до 1970-х.

## 1804: появление перфокарт

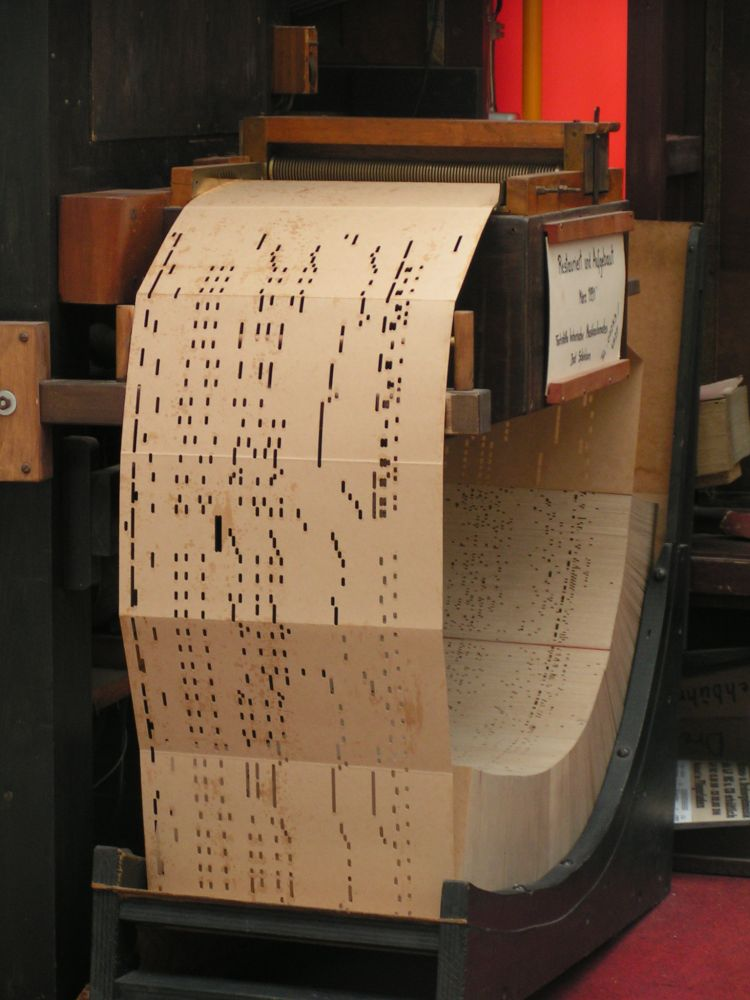
Перфокарточная система музыкального автомата

В 1804 году Жозеф Мари Жаккар разработал ткацкий станок, в котором вышиваемый узор определялся перфокартами. Серия карт могла быть заменена, и смена узора не требовала изменений в механике станка. Это было важной вехой в истории программирования.
В 1832 году Семен Корсаков применил перфорированные карты в конструкции разработанных им «интеллектуальных машин», механических устройств для информационного поиска, являющихся прообразами современных баз данных и, в какой-то степени, — экспертных систем.
В 1838 году Чарльз Бэббидж перешёл от разработки разностной машины к проектированию более сложной аналитической машины, принципы программирования которой напрямую восходят к перфокартам Жаккара.
В 1890 году Бюро Переписи США использовало перфокарты и механизмы сортировки (табуляторы), разработанные Германом Холлеритом, чтобы обработать поток данных десятилетней переписи, переданный под мандат в соответствии с Конституцией. Компания Холлерита в конечном счёте стала ядром IBM. Эта корпорация развила технологию перфокарт в мощный инструмент для обработки деловых данных и выпустила обширную линию специализированного оборудования для их записи. К 1950 году технология IBM стала вездесущей в промышленности и правительстве. Предупреждение, напечатанное на большинстве карт, «не сворачивать, не скручивать и не рвать», стало девизом послевоенной эры.
Во многих компьютерных решениях перфокарты использовались до (и после) конца 1970-х. Например, студенты инженерных и научных специальностей во многих университетах во всём мире могли отправить свои программные команды в локальный компьютерный центр в форме набора карт, одна карта на программную строку, а затем должны были ждать очереди для обработки, компиляции и выполнения программы. Впоследствии, после распечатки любых результатов, отмеченных идентификатором заявителя, они помещались в выпускной лоток вне компьютерного центра. Во многих случаях эти результаты включали в себя исключительно распечатку сообщения об ошибке в синтаксисе программы, требуя другого цикла редактирование — компиляция — исполнение.

## 1835—1900-е: первые программируемые машины
Определяющая особенность «универсального компьютера» — это программируемость, что позволяет компьютеру эмулировать любую другую вычисляющую систему всего лишь заменой сохранённой последовательности инструкций.
В 1835 году Чарльз Бэббидж описал свою аналитическую машину. Это был проект компьютера общего назначения, с применением перфокарт в качестве носителя входных данных и программы, а также парового двигателя в качестве источника энергии. Одной из ключевых идей было использование шестерен для выполнения математических функций.

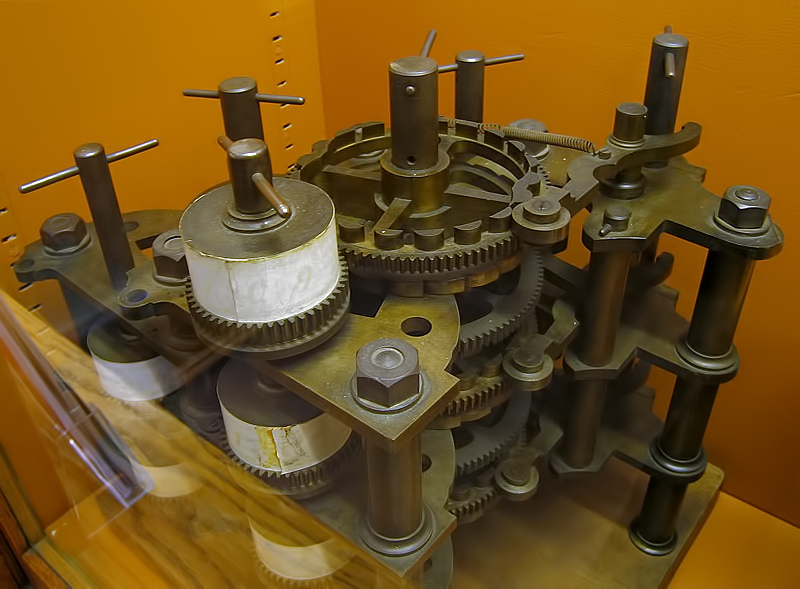
Часть Разностной машины Бэббиджа, собранная после его смерти сыном из частей, найденных в лаборатории

Его первоначальной идеей было использование перфокарт для машины, вычисляющей и печатающей логарифмические таблицы с большой точностью (то есть для специализированной машины). В дальнейшем эти идеи были развиты до машины общего назначения — его «аналитической машины».
Хотя планы были озвучены, и проект, по всей видимости, был реален или, по крайней мере, проверяем, при создании машины возникли определённые трудности. Бэббидж был человеком, с которым было трудно работать, он спорил с каждым, кто не отдавал дань уважения его идеям. Все части машины должны были создаваться вручную. Небольшие ошибки в каждой детали, для машины, состоящей из тысяч деталей, могли вылиться в значительные отклонения, поэтому при создании деталей требовалась точность, необычная для того времени. В результате проект захлебнулся в разногласиях с исполнителем, создающим детали, и завершился с прекращением государственного финансирования.
Ада Лавлейс, дочь лорда Байрона, перевела и дополнила комментариями труд «Sketch of the Analytical Engine». Её имя часто ассоциируют с именем Бэббиджа. Утверждается также, что она является первым программистом, хотя это утверждение и значение её вклада многими оспаривается.
Реконструкция 2-го варианта Разностной машины — раннего, более ограниченного проекта, действует в Лондонском музее науки с 1991 года. Она работает именно так, как было спроектировано Бэббиджем, лишь с небольшими тривиальными изменениями, и это показывает, что Бэббидж в теории был прав.
Для создания необходимых частей музей применил машины с компьютерным управлением, придерживаясь допусков, которые мог достичь слесарь того времени. Некоторые полагают, что технология того времени не позволяла создать детали с требуемой точностью, но это предположение оказалось неверным. Неудача Бэббиджа при конструировании машины в основном приписывается трудностям, не только политическим и финансовым, но и его желанию создать очень изощрённый и сложный компьютер.
По стопам Бэббиджа, хотя и не зная о его более ранних работах, шёл Перси Лудгет, бухгалтер из Дублина (Ирландия). Он независимо спроектировал программируемый механический компьютер, который он описал в работе, изданной в 1909 году.

## Совершенствование арифмометров

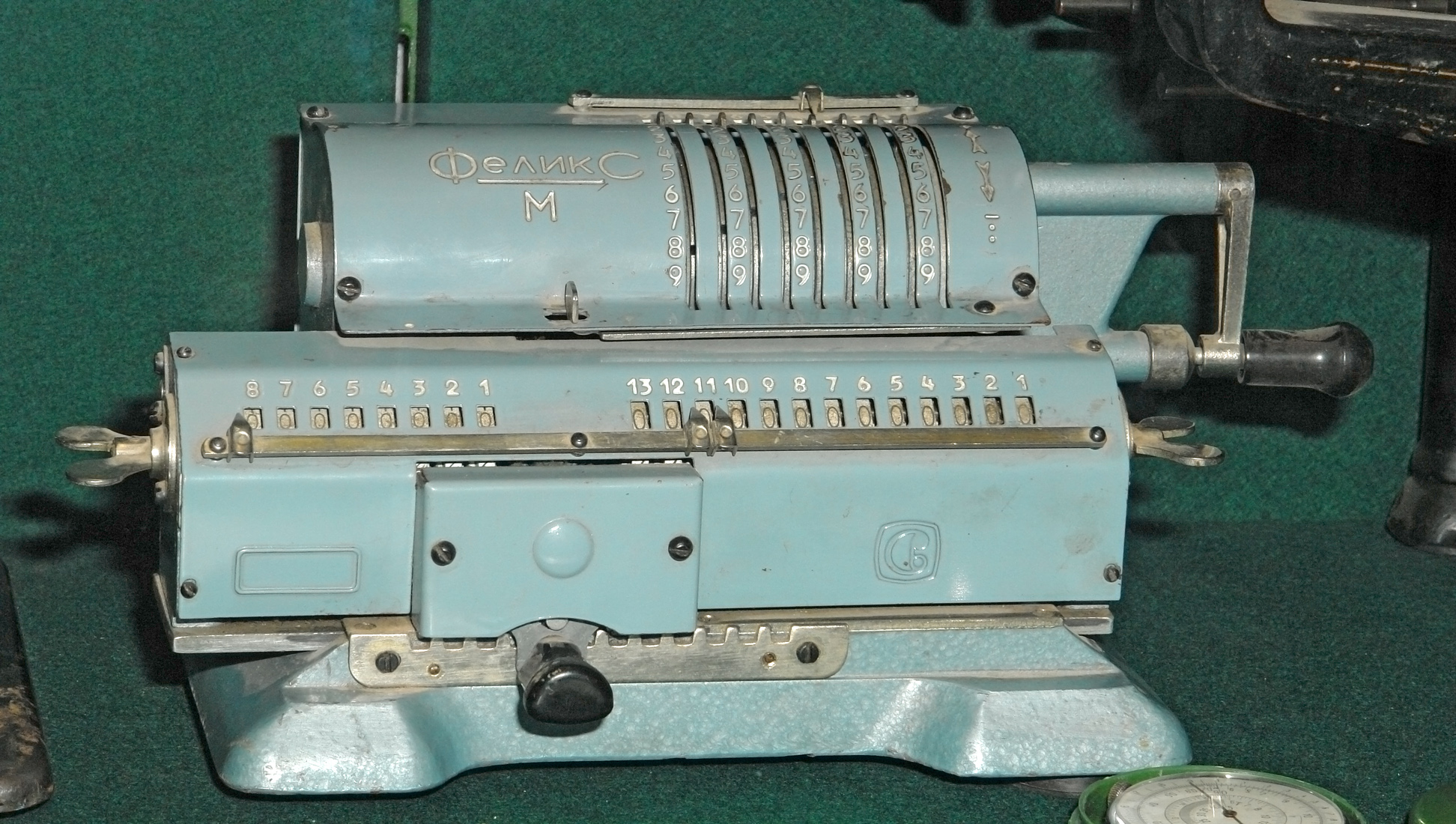
Арифмометр «Феликс» — самый распространённый в СССР. Выпускался в 1929—1978 гг.

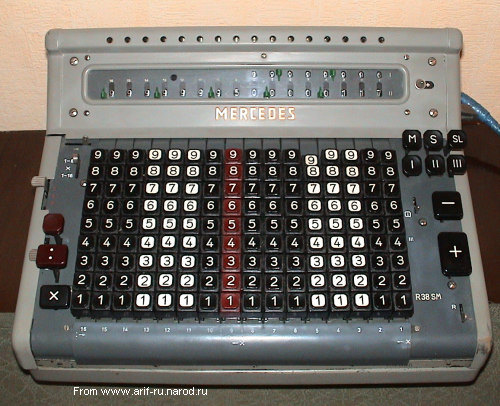
Клавишный арифмометр Mercedes R38SM

В начале ХХ столетия появились первые механические клавишные арифмометры. Усовершенствование механических арифмометров продолжалось вплоть до 1970-х годов. Были разработаны многочисленные их конструкции как с ручным, так и с электрическим приводом.
В Советском Союзе самым известным и распространённым арифмометром был арифмометр «Феликс», выпускавшийся с 1929 по 1978 год на заводах в Курске (завод «Счетмаш»), Пензе и Москве.
В 1948 году появился Curta — небольшой арифмометр, который можно было держать в одной руке. В 1950-х — 1960-х годах на западном рынке появилось несколько марок подобных устройств.

## Появление аналоговых вычислителей

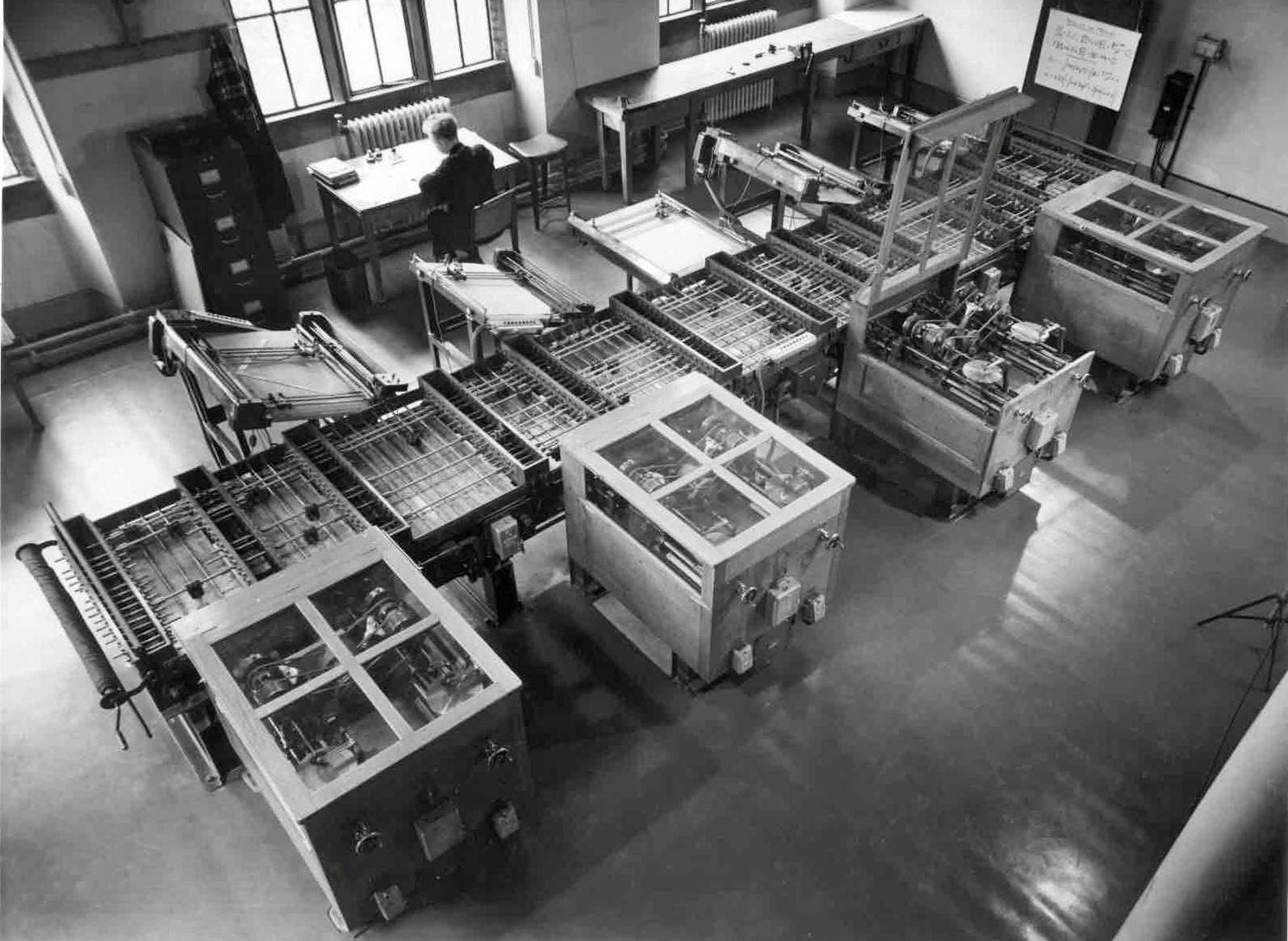
Дифференциальный анализатор, Кембридж, 1938 год

Перед Второй мировой войной механические и электрические аналоговые компьютеры считались наиболее современными машинами, и многие считали, что это будущее вычислительной техники. Аналоговые компьютеры использовали преимущества того, что математические свойства явлений малого масштаба — положения колёс или электрическое напряжение и ток — подобны математике других физических явлений, например таких как баллистические траектории, инерция, резонанс, перенос энергии, момент инерции и т. п. Они моделировали эти и другие физические явления значениями электрического напряжения и тока.

## Первые электромеханические цифровые компьютеры

### Z-серия Конрада Цузе

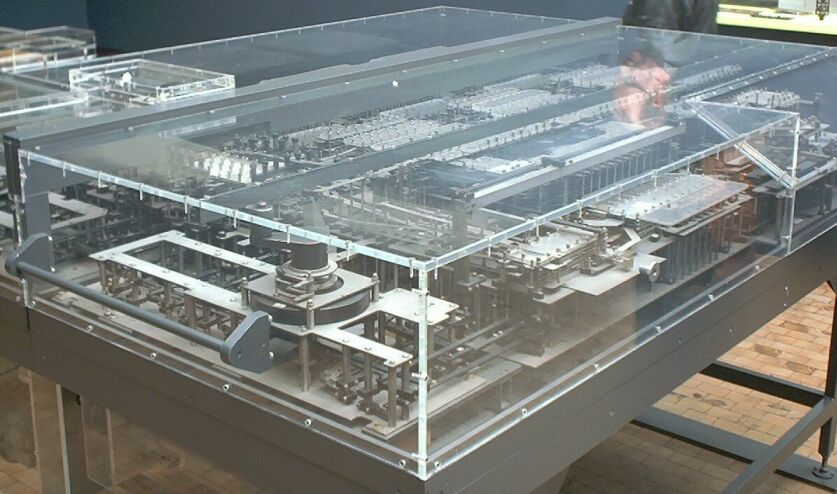
Репродукция компьютера Zuse Z1 в Музее техники, Берлин

В 1936 году молодой немецкий инженер-энтузиаст Конрад Цузе начал работу над своим первым вычислителем серии Z, имевшим память (пока ограниченную) и возможность программирования. Созданная в основном на механической основе, но уже на базе двоичной логики, модель Z1, завершённая в 1938 году, так и не заработала достаточно надёжно из-за недостаточной точности выполнения составных частей. Ввод команд и данных осуществлялся при помощи клавиатуры, а вывод — с помощью маленькой панели на лампочках. Память вычислителя организовывалась при помощи конденсатора.
В 1939 году Цузе создал второй вычислитель — Z2, но её планы и фотографии были уничтожены при бомбардировке во время Второй мировой войны, поэтому о ней почти ничего не известно. Z2 работала на реле.
Следующая машина Цузе — Z3 — была завершена в 1941 году. Она была построена на телефонных реле и работала вполне удовлетворительно. Тем самым Z3 стала первым работающим компьютером, управляемым программой. Во многих отношениях Z3 была подобна современным машинам, в ней впервые был представлен ряд новшеств, таких как арифметика с плавающей запятой. Замена сложной в реализации десятичной системы на двоичную сделала машины Цузе более простыми, а значит, и более надёжными: считается, что это одна из причин того, что Цузе преуспел там, где Бэббидж потерпел неудачу.
Программы для Z3 хранились на перфорированной плёнке. Условные переходы отсутствовали, но в 1990-х было теоретически доказано, что Z3 является универсальным компьютером (если игнорировать ограничения на размер физической памяти). В двух патентах 1936 года Конрад Цузе упоминал, что машинные команды могут храниться в той же памяти, что и данные — предугадав тем самым то, что позже стало известно как архитектура фон Неймана и было впервые реализовано только в 1949 году в британском EDSAC.
Чуть ранее для частично законченного компьютера Z4 Цузе разработал первый в мире высокоуровневый язык программирования, названный им Планкалкюль (нем. Plankalkül исчисление  планов).
Война прервала работу над машиной. В сентябре 1950 года Z4 был, наконец, закончен и поставлен в ETH Zürich. В то время он был единственным работающим компьютером в континентальной Европе и первым компьютером в мире, который был продан. В этом Z4 на пять месяцев опередил Марк I и на десять — UNIVAC. Компьютер эксплуатировался в ETH Zürich до 1955 года, после чего был передан во Французский аэродинамический научно-исследовательский институт недалеко от Базеля, где работал до 1960 года.
Цузе и его компанией были построены и другие компьютеры, название каждого из которых начиналось с заглавной буквы Z. Наиболее известны машины Z11, продававшийся предприятиям оптической промышленности и университетам, и Z22 — первый компьютер с памятью на магнитных носителях.

### Американские разработки
В 1937 году Клод Шеннон показал, что существует взаимнооднозначное соответствие между концепциями булевой логики и некоторыми электронными схемами, которые получили название «логические вентили», которые в настоящее время повсеместно используются в цифровых компьютерах. Работая в МТИ, в своей основной работе он продемонстрировал, что электронные связи и переключатели могут представлять выражение булевой алгебры. Так своей работой A Symbolic Analysis of Relay and Switching Circuits он создал основу для практического проектирования цифровых схем.
В ноябре 1937 года Джорж Стибиц завершил в Bell Labs создание компьютера «Model K» на основе релейных переключателей. В конце 1938 года Bell Labs санкционировала исследования по новой программе, возглавлявшиеся Стибицем. В результате этого 8 января 1940 года был завершён Complex Number Calculator, умевший выполнять вычисления над комплексными числами. 11 сентября 1940 года в Дартмутском колледже на демонстрации в ходе конференции Американского математического общества Стибиц отправлял компьютеру команды удалённо, по телефонной линии с телетайпом. Это был первый случай, когда вычислительное устройство использовалось удалённо.
В 1939 году в Endicott laboratories в IBM началась работа над Harvard Mark I. Официально известный как Automatic Sequence Controlled Calculator, Mark I был электромеханическим компьютером общего назначения, созданным с финансированием IBM и при помощи со стороны персонала IBM под руководством гарвардского математика Говарда Айкена. Проект компьютера был создан под влиянием Аналитической машины Ч. Бэббиджа с использованием десятичной арифметики, колёс для хранения данных и поворотных переключателей в дополнение к электромагнитным реле. Машина программировалась с помощью перфоленты и имела несколько вычислительных блоков, работавших параллельно. Более поздние версии имели несколько считывателей с перфоленты, и машина могла переключаться между считывателями в зависимости от состояния. Тем не менее, машина была не совсем Тьюринг-полной. Mark I был перенесён в Гарвардский университет и начал работу в мае 1944 года.

## Первые электронно-вычислительные машины
Такие машины как Z-3 и Mark I были выдающимися достижениями своего времени, но они работали чрезвычайно
медленно, так как были основаны на медленно работающих элементах (электромагнитных реле). Требовалась иная элементная база вычислительных машин. Качественный скачок быстродействия произошел в связи с переходом на электронные безынерционные элементы.
Появление электронно-вычислительных машин (ЭВМ) в 1940-е годы стало возможным благодаря:
- техническим предпосылкам — развитию электроники (в частности, ещё в 1918 году М. Бонч-Бруевичем был изобретен ламповый триггер, сыгравший впоследствии огромную роль в развитии вычислительной техники);
- теоретическим предпосылкам — машина Тьюринга, работы Клода Шеннона, соединившего электронику и логику, а также работы Норберта Винера и Джона Атанасова.

Также важную роль сыграла Вторая мировая война, так как появилась насущная потребность в сложных быстрых расчетах для военных целей.

### Компьютер Атанасова — Берри

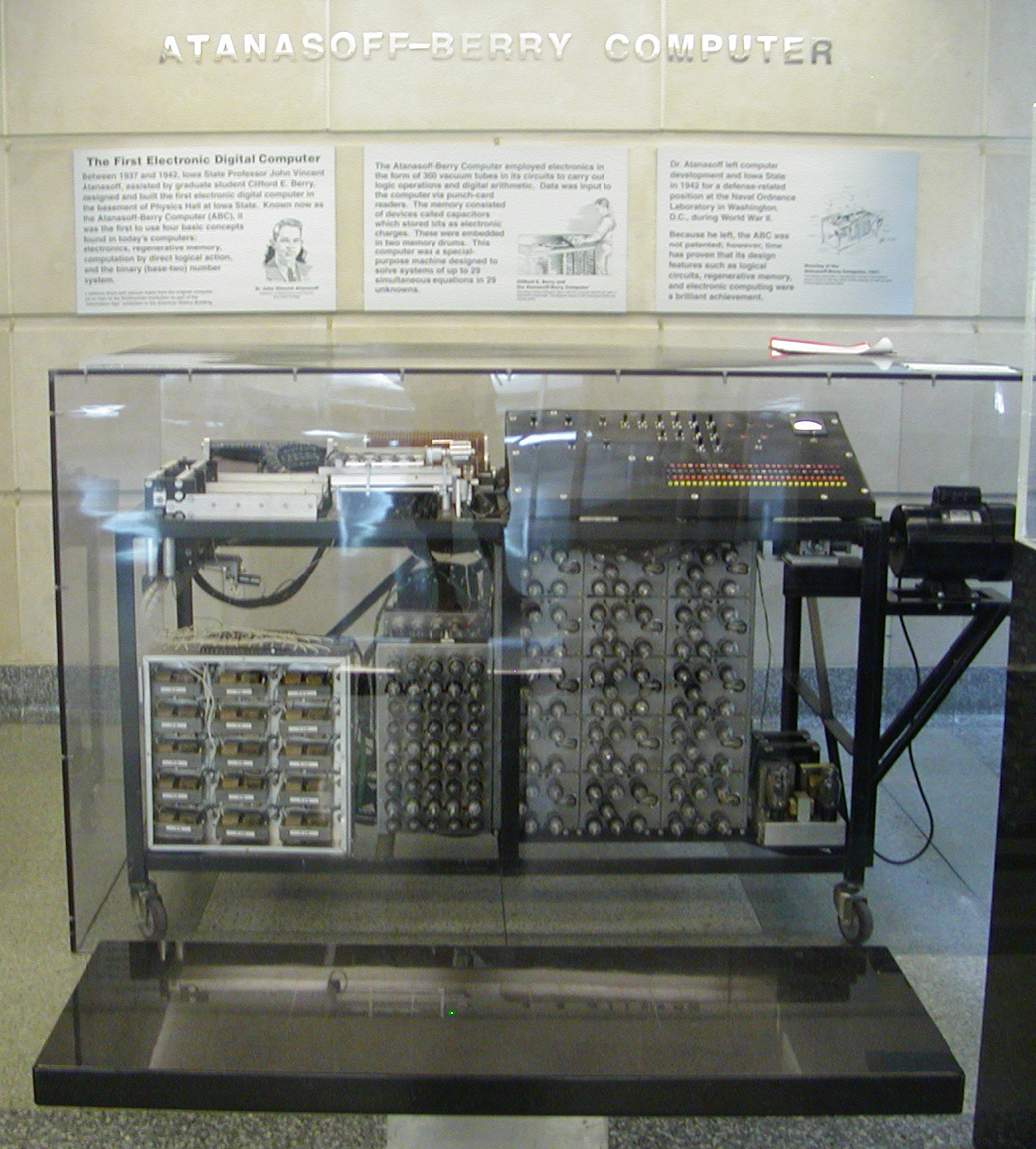
Компьютер Атанасова — Берри

В 1939 году Джон Атанасов и Клиффорд Берри из Университета штата Айова разработали Atanasoff-Berry Computer (ABC). Это был первый в мире электронный цифровой компьютер. Конструкция насчитывала более 300 электровакуумных ламп, в качестве памяти использовался вращающийся барабан. Несмотря на то, что машина ABC не была программируемой, она была первой, использовавшей электронные лампы в сумматоре. Соизобретатель ENIAC Джон Мокли изучал ABC в июне 1941 года, и между историками существуют споры о степени его влияния на разработку машин, последовавших за ENIAC. ABC был почти забыт до тех пор, пока в центре внимания не оказался иск «Honeywell против Sperry Rand», постановление по которому аннулировало патент на ENIAC (и некоторые другие патенты) из-за того, что, помимо других причин, работа Атанасова была выполнена раньше.

### Британский Colossus

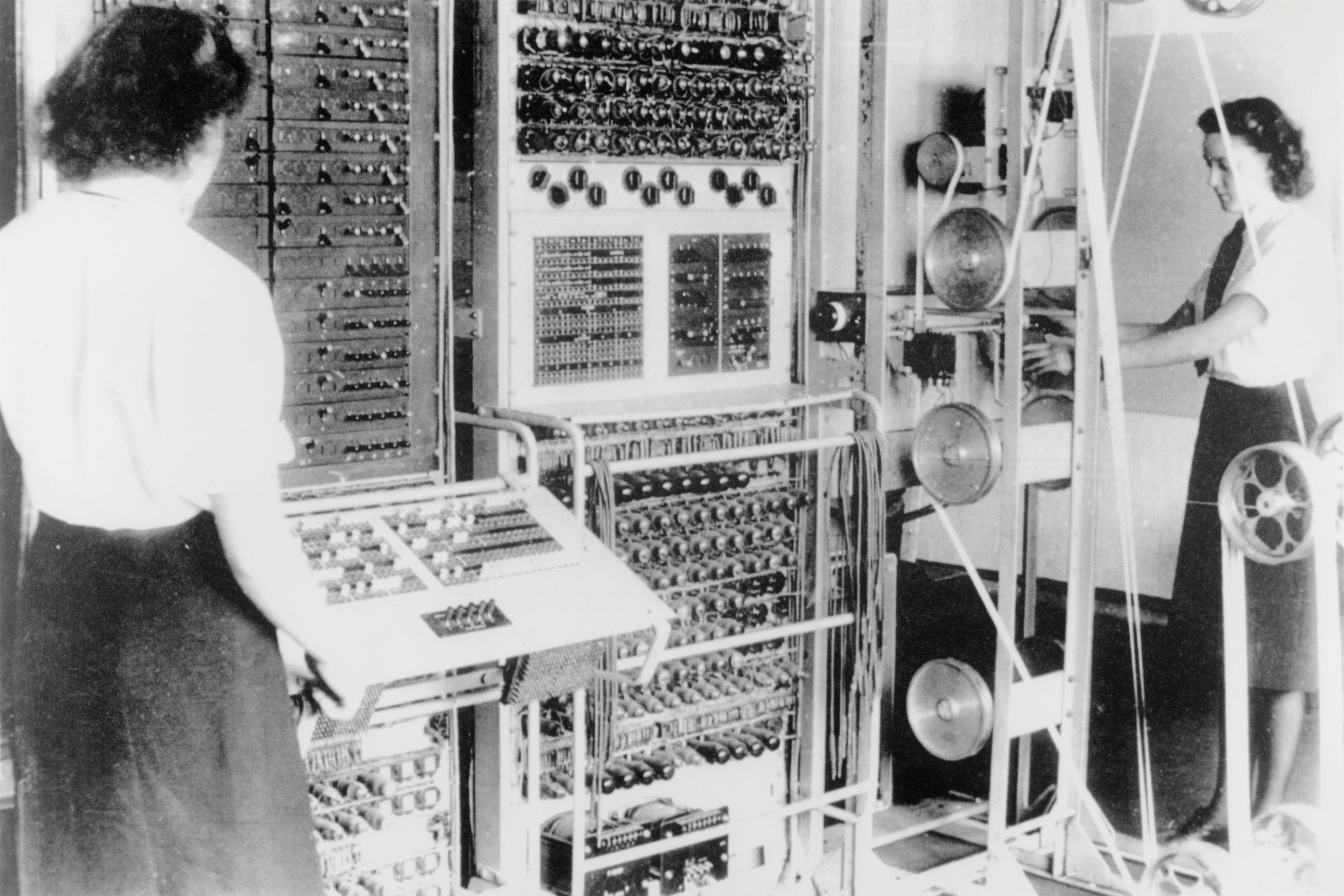
Британский Colossus был использован для взлома немецких шифров в ходе Второй мировой войны

Во время Второй мировой войны Великобритания достигла определённых успехов во взломе зашифрованных немецких переговоров. Код немецкой шифровальной машины «Энигма» был подвергнут анализу с помощью электромеханических машин, которые носили название «бомбы». Такая «бомба» была разработана Аланом Тьюрингом и Гордоном Уэлшманом. Большинство вариантов приводило к противоречию, несколько оставшихся уже можно было протестировать вручную. Это были электро-механические дешифраторы, работающие методом простого перебора.
Немцы также разработали серию телеграфных шифровальных систем, несколько отличавшихся от «Энигмы». Машина Lorenz SZ 40/42 использовалась для армейской связи высокого уровня. Первые перехваты передач с таких машин были зафиксированы в 1941 году. Для взлома этого кода в обстановке секретности была создана машина «Колосс» (англ. Colossus). Спецификацию разработали профессор Макс Ньюман (англ. Max Newman) и его коллеги; сборка Colossus Mk I выполнялась в исследовательской лаборатории Почтового департамента Лондона и заняла 11 месяцев, работу выполнили Томми Флауэрс (англ. Tommy Flowers) и др.
«Колосс» стал первым полностью электронным вычислительным устройством, хотя на нём и нельзя было реализовать любую вычислимую функцию. В «Колоссе» использовалось большое количество электровакуумных ламп, ввод информации выполнялся с перфоленты. Машину можно было настроить на выполнение различных операций булевой логики, но она не являлась тьюринг-полной. Помимо Colossus Mk I, было собрано ещё девять моделей Mk II. Информация о существовании этой машины держалась в секрете до 1970-х гг. Уинстон Черчилль лично подписал приказ о разрушении машины на части, не превышающие размером человеческой руки. Из-за своей секретности Colossus не был упомянут во многих трудах по истории компьютеров.

#### «ЭНИАК»

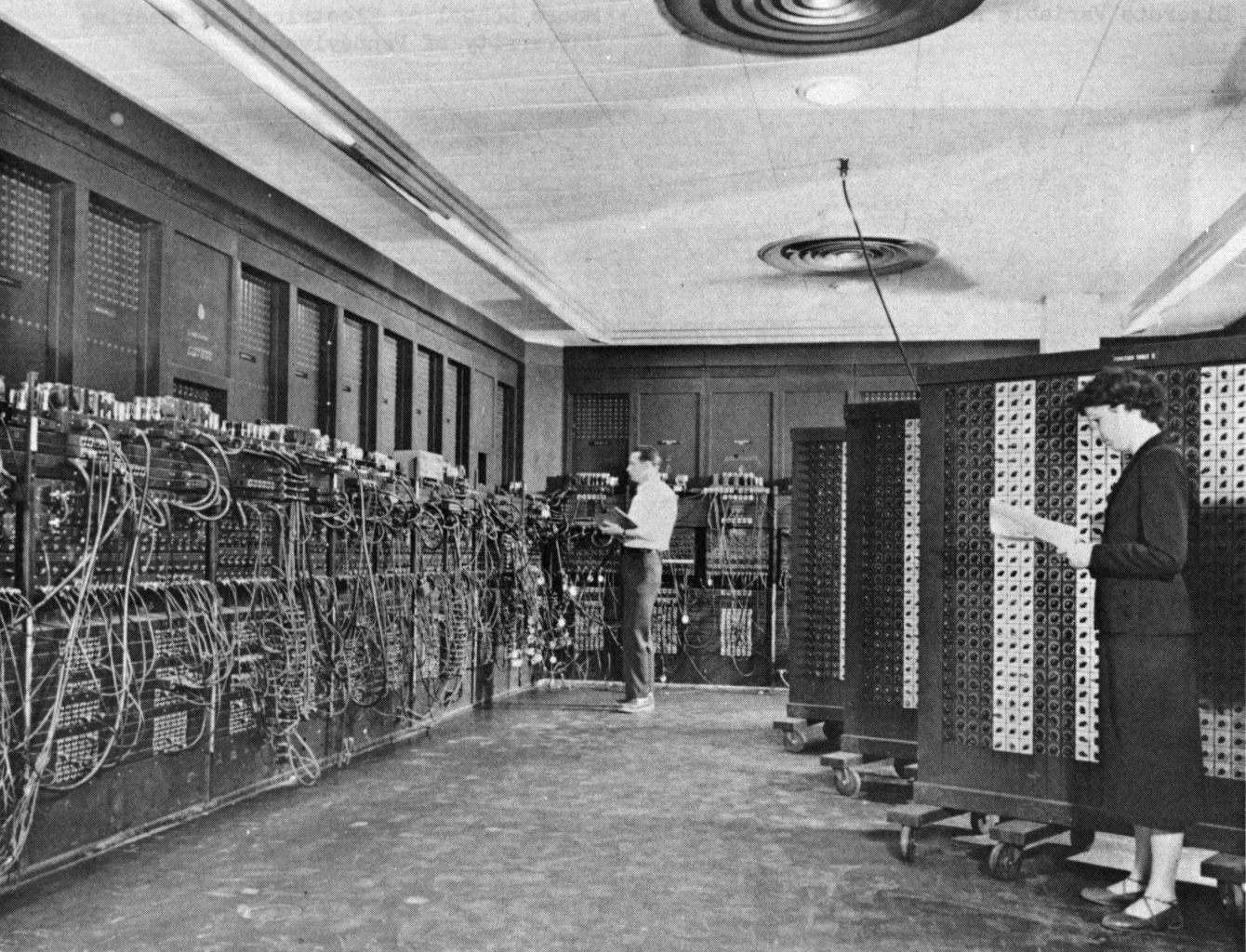
ЭНИАК выполнял баллистические расчёты и потреблял мощность в 160 кВт

Американский ENIAC, который часто называют первым электронным компьютером общего назначения, публично доказал применимость электроники для масштабных вычислений. Это стало ключевым моментом в разработке вычислительных машин, прежде всего из-за огромного прироста в скорости вычислений, но также и по причине появившихся возможностей для миниатюризации. Созданная под руководством Джона Мокли и Дж. Преспера Экерта, эта машина была в 1000 раз быстрее, чем все другие машины того времени. Разработка «ЭНИАК» продлилась с 1943 до 1945 года. В то время, когда был предложен данный проект, многие исследователи были убеждены, что среди тысяч хрупких электровакуумных ламп многие будут сгорать настолько часто, что «ЭНИАК» будет слишком много времени простаивать в ремонте, и, тем самым, будет практически бесполезен. Тем не менее, на реальной машине удавалось выполнять несколько тысяч операций в секунду в течение нескольких часов, до очередного сбоя из-за сгоревшей лампы.
«ЭНИАК», безусловно, удовлетворяет требованию полноты по Тьюрингу. Но «программа» для этой машины определялась состоянием соединительных кабелей и переключателей — огромное отличие от машин с хранимой программой, появившихся у Конрада Цузе в 1940 году. Тем не менее, в то время вычисления, выполнявшиеся без помощи человека, рассматривались как достаточно большое достижение, и целью программы было тогда решение только одной единственной задачи. (Улучшения, которые были завершены в 1948 году, дали возможность исполнения программы, записанной в специальной памяти, что сделало программирование более систематичным, менее «одноразовым» достижением).
Переработав идеи Экерта и Мокли, а также оценив ограничения «ЭНИАК», Джон фон Нейман написал широко цитируемый отчёт, описывающий проект компьютера (EDVAC), в котором и программа, и данные хранятся в единой универсальной памяти. Принципы построения этой машины стали известны под названием «архитектура фон Неймана» и послужили основой для разработки первых по-настоящему гибких универсальных цифровых компьютеров.

## Поколения компьютеров
В соответствии с общепринятой методикой оценки развития вычислительной техники первым поколением считались ламповые компьютеры, вторым — транзисторные, третьим — компьютеры на интегральных схемах, а четвёртым — с использованием микропроцессоров. В то время как предыдущие поколения совершенствовались за счёт увеличения количества элементов на единицу площади (миниатюризации), компьютеры пятого поколения должны были стать следующим шагом, и для достижения сверхпроизводительности, — осуществлять взаимодействие неограниченного набора микропроцессоров.

### Первое поколение компьютеров с архитектурой фон Неймана

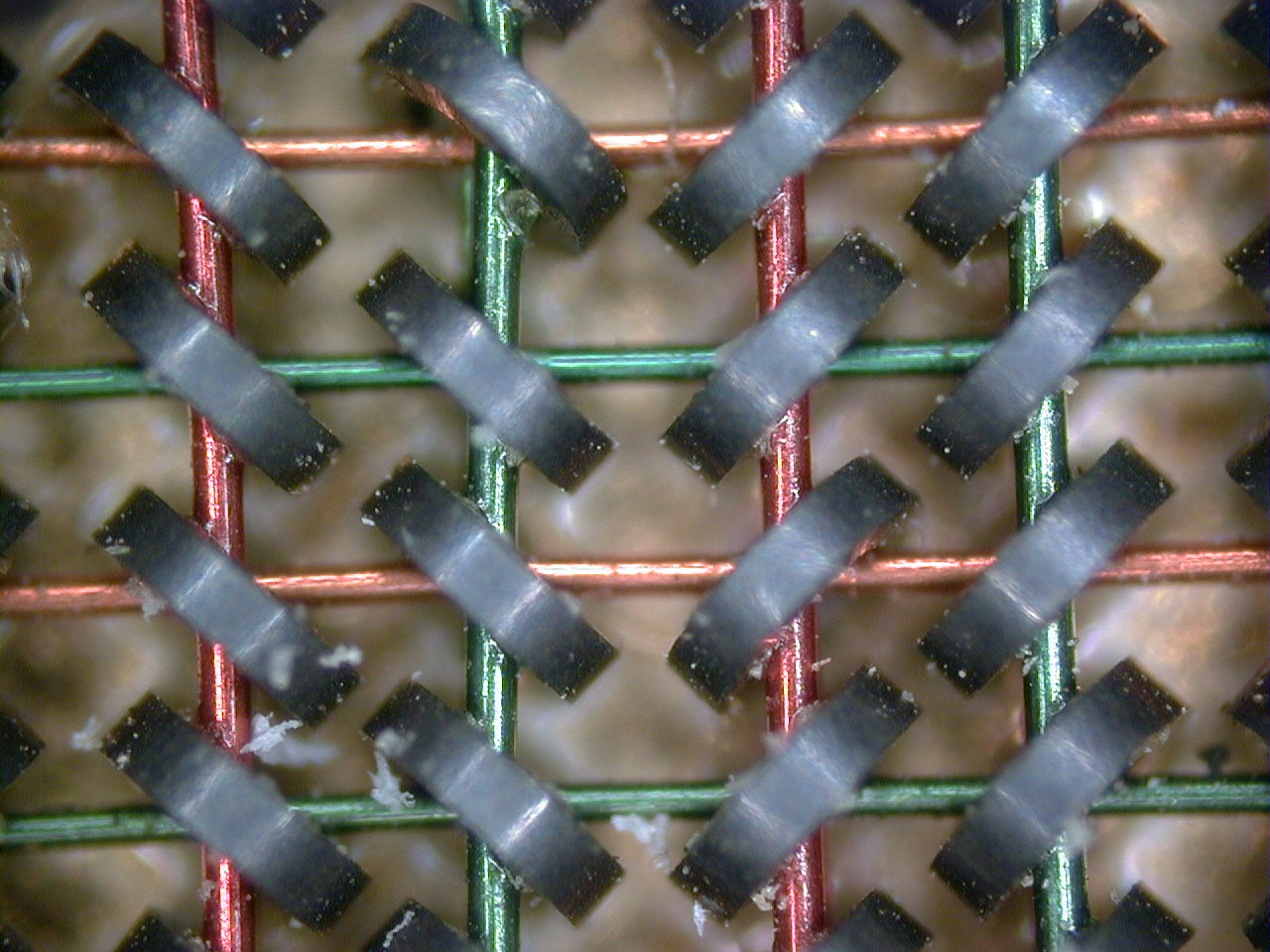
Память на ферритовых кольцах. Каждое колечко — один бит

Первой работающей машиной с архитектурой фон Неймана стала Манчестерская малая экспериментальная машина, созданная в Манчестерском университете в 1948 году; в 1949 году за ним последовал компьютер Манчестерский Марк I, который уже был полной системой, с трубками Уильямса и магнитным барабаном в качестве памяти, а также с индексными регистрами. Другим претендентом на звание «первый цифровой компьютер с хранимой программой» стал EDSAC, разработанный и сконструированный в Кембриджском университете. Заработавший менее чем через год после «Baby», он уже мог использоваться для решения реальных задач. EDSAC был создан на основе архитектуры компьютера EDVAC, наследника ENIAC. В отличие от ENIAC, использовавшего параллельную обработку, EDVAC располагал единственным обрабатывающим блоком. Такое решение было проще и надёжнее, поэтому такой вариант становился первым реализованным после каждой очередной волны миниатюризации. Многие считают, что Манчестерский Марк I / EDSAC / EDVAC стали «Евами», от которых ведут свою архитектуру почти все современные компьютеры.
Первым универсальным программируемым компьютером в континентальной Европе был Z4 Конрада Цузе, завершённый в сентябре 1950 года. В ноябре того же года командой учёных под руководством Сергея Алексеевича Лебедева из Киевского института электротехники, УССР, была создана так называемая «малая электронная счётная машина» (МЭСМ). Она содержала около 6000 электровакуумных ламп и потребляла 15 кВт. Машина могла выполнять около 3000 операций в секунду. Другой машиной того времени была австралийская CSIRAC, которая выполнила свою первую тестовую программу в 1949 году.
В октябре 1947 года директора компании Lyons & Company, британской компании, владевшей сетью магазинов и ресторанов, решили принять активное участие в развитии коммерческой разработки компьютеров. Компьютер LEO I начал работать в 1951 году и впервые в мире стал регулярно использоваться для рутинной офисной работы.
Разработанная в 1950—1951 в СССР ЭВМ М-1 стала первой в мире ЭВМ, в которой некоторые логические схемы были выполнены на полупроводниках.
Машина Манчестерского университета стала прототипом для Ferranti Mark I. Первая такая машина была доставлена в университет в феврале 1951 года, и, по крайней мере, девять других были проданы между 1951 и 1957 годами.
В июне 1951 года UNIVAC 1 был установлен в Бюро переписи населения США. Машина была разработана в компании Remington Rand, которая, в конечном итоге, продала 46 таких машин по цене более чем в 1 млн $ за каждую. UNIVAC был первым массово производившимся компьютером; все его предшественники изготовлялись в единичном экземпляре. Компьютер состоял из 5200 электровакуумных ламп и потреблял 125 кВт энергии. Использовались ртутные линии задержки, хранящие 1000 слов памяти, каждое по 11 десятичных цифр плюс знак (72-битные слова). В отличие от машин IBM, оснащавшихся устройством ввода с перфокарт, UNIVAC использовал ввод с металлизированной магнитной ленты стиля 1930-х, благодаря чему обеспечивалась совместимость с некоторыми существовавшими коммерческими системами хранения данных. Другими компьютерами того времени использовался высокоскоростной ввод с перфоленты и ввод-вывод с использованием более современных магнитных лент.
Первой советской серийной ЭВМ стала «Стрела», производившаяся с 1953 года на Московском заводе счётно-аналитических машин. «Стрела» относится к классу больших универсальных ЭВМ (Мейнфрейм) с трёхадресной системой команд. ЭВМ имела быстродействие 2000-3000 операций в секунду. В качестве внешней памяти использовались два накопителя на магнитной ленте ёмкостью 200 000 слов, объём оперативной памяти — 2048 ячеек по 43 разряда. Компьютер состоял из 6200 ламп, 60 000 полупроводниковых диодов и потреблял 150 кВт энергии.
В 1954 году IBM выпускает машину IBM 650, ставшую довольно популярной — всего было выпущено более 2000 машин. Она весит около 900 кг, и ещё 1350 кг весит блок питания; оба модуля имеют размер примерно 1,5 × 0,9 × 1,8 метра. Цена машины составляет 0,5 млн $ (около 4 млн $ в пересчёте на 2011 год) либо может быть взята в лизинг за 3500 $ в месяц (30 000 $ на 2011 год). Память на магнитном барабане хранит 2000 10-знаковых слов, позже память была увеличена до 4000 слов. По мере исполнения программы инструкции считывались прямо с барабана. В каждой инструкции был задан адрес следующей исполняемой инструкции. Использовался компилятор Symbolic Optimal Assembly Program (SOAP), который размещал инструкции по оптимальным адресам, так, чтобы следующая инструкция читалась сразу и не требовалось ждать, пока барабан повернётся до нужного ряда.
В 1955 году Морис Уилкс изобретает микропрограммирование, принцип, который позднее широко используется в микропроцессорах самых различных компьютеров. Микропрограммирование позволяет определять или расширять базовый набор команд с помощью встроенных программ (которые носят названия микропрограмма или firmware).
В 1956 году IBM впервые продаёт устройство для хранения информации на магнитных дисках — RAMAC (Random Access Method of Accounting and Control). Оно использует 50 металлических дисков диаметром 24 дюйма, по 100 дорожек с каждой стороны. Устройство хранило до 5 МБ данных и стоило по 10 000 $ за МБ. (В 2006 году подобные устройства хранения данных — жёсткие диски — стоят около 0,001 $ за Мб.)

### 1950-е — начало 1960-х: второе поколение

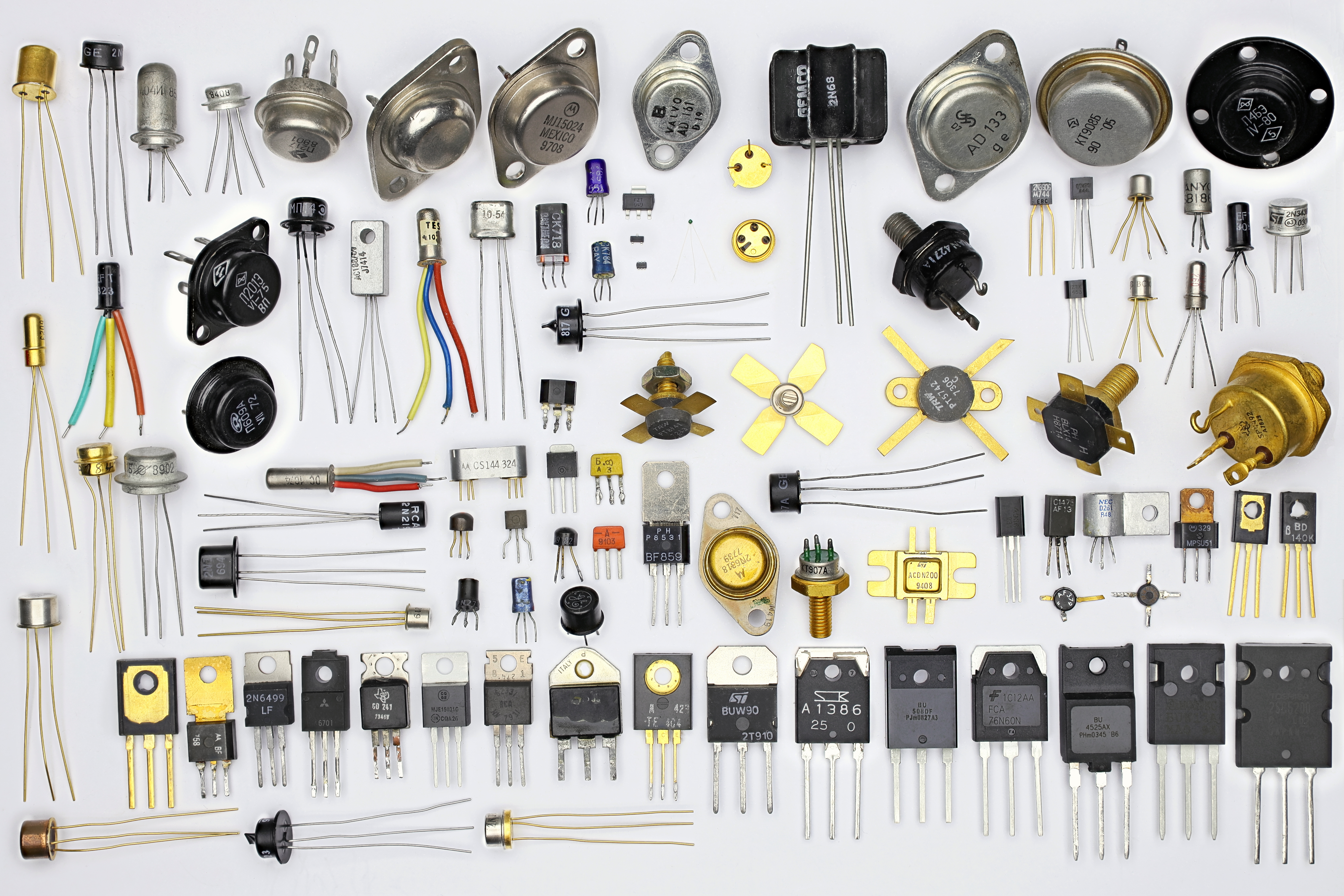
Транзисторы, в качестве миниатюрной и более эффективной замены электровакуумным лампам, совершили революцию в вычислительной технике

Следующим крупным шагом в истории компьютерной техники стало изобретение транзистора в 1947 году. Они стали заменой хрупким и энергоёмким лампам. О компьютерах на транзисторах обычно говорят как о «втором поколении», которое преобладало в 1950-х и начале 1960-х. Благодаря транзисторам и печатным платам было достигнуто значительное уменьшение размеров и объёмов потребляемой энергии, а также повышение надёжности. Например, IBM 1620 на транзисторах, ставшая заменой IBM 650 на лампах, была размером с письменный стол. Однако компьютеры второго поколения по-прежнему были довольно дороги и поэтому использовались только университетами, правительствами, крупными корпорациями.
Компьютеры второго поколения обычно состояли из большого количества печатных плат, каждая из которых содержала от одного до четырёх логических вентилей или триггеров. В частности, IBM Standard Modular System определяла стандарт на такие платы и разъёмы подключения для них. Первые полупроводниковые компьютеры строились на германиевых транзисторах, потом им на смену пришли более дешёвые кремниевые. Логика строилась на биполярных транзисторах и прошла эволюцию от РТЛ, ТТЛ до ЭСЛ-логики. Им на смену пришли полевые транзисторы, на основе которых строились простейшие микросхемы уже для компьютеров третьего поколения.
Концепция ЭВМ 1950-х годов предполагала наличие дорогостоящего вычислительного центра с собственным персоналом. Содержание таких ЭВМ могли себе позволить лишь крупные корпорации и государственные структуры (а также ряд крупных университетов). В общей сложности в 1958 году существовало только 1700 ЭВМ всех разновидностей в пользовании 1200 организаций. Однако в течение нескольких последующих лет были выпущены тысячи, а затем десятки тысяч компьютеров, и они впервые стали широко доступны для среднего бизнеса и научных работников.

Без рывка в сфере вычислительной техники, сделанного в 1940-е гг. и чётко сформулированного технического задания к разработчикам такого рода, вычислительная техника не только не развилась бы до современных компьютеров, но по всей вероятности осталась бы на уровне довоенного периода (что показали опыты Цузе, создавшего гениальные и революционные для своего времени образцы вычислительной техники, совершенно невостребованной ни государственными структурами, ни общественными институтами). Фактически, появлением первых компьютеров, а затем суперкомпьютеров и стремительному рывку в развитии вычислительной техники, началу серийного производства компьютеров, формированием компьютерной индустрии со всеми сопутствующими отраслями (индустрии программных продуктов, компьютерных игр и т. д.) человечество обязано опытам по автоматизации баллистических вычислений Второй мировой войны в Великобритании и в меньшей степени в США.
В 1959 году на основе транзисторов IBM выпустила мейнфрейм IBM 7090 и машину среднего класса IBM 1401. Последняя использовала перфокарточный ввод и стала самым популярным компьютером общего назначения того времени: в период 1960—1964 гг. было выпущено более 100 тыс. экземпляров этой машины. В ней использовалась память на 4000 символов (позже увеличенная до 16 000 символов). Многие аспекты этого проекта были основаны на желании заменить перфокарточные машины, которые широко использовались начиная с 1920-х до самого начала 1970-х гг.
В 1960 году IBM выпустила транзисторную IBM 1620, изначально только перфоленточную, но вскоре обновлённую до перфокарт. Модель стала популярна в качестве научного компьютера, было выпущено около 2000 экземпляров. В машине использовалась память на магнитных сердечниках объёмом до 60 000 десятичных цифр.
В том же 1960 году DEC выпустила свою первую модель — PDP-1, предназначенную для использования техническим персоналом в лабораториях и для исследований. Этот относительно мощный по тем временам компьютер (100 тыс. операций в секунду) имел довольно компактные размеры (занимал пространство размером с бытовой холодильник).
В 1961 году Burroughs Corporation выпустила B5000, первый двухпроцессорный компьютер с виртуальной памятью на основе подкачки сегментов. Другими уникальными особенностями были стековая архитектура, адресация на основе дескрипторов, и отсутствие программирования напрямую на языке ассемблера.
В 1962 году совместно Манчестерским университетом Виктории и компаниями Ferranti и Plessey был создан компьютер Atlas с виртуальной памятью на основе подкачки страниц и конвейерным выполнением инструкций.
Компьютер второго поколения IBM 1401, выпускавшийся в начале 1960-х, занял около трети мирового рынка компьютеров, было продано более 10 000 таких машин.
Применение полупроводников позволило улучшить не только центральный процессор, но и периферийные устройства. Второе поколение устройств хранения данных позволяло сохранять уже десятки миллионов символов и цифр. Появилось разделение на жёстко закреплённые (fixed) устройства хранения, связанные с процессором высокоскоростным каналом передачи данных, и сменные (removable) устройства. Замена кассеты дисков в сменном устройстве требовала лишь несколько секунд. Хотя ёмкость сменных носителей была обычно ниже, но их заменяемость давала возможность сохранения практически неограниченного объёма данных. Магнитная лента обычно применялось для архивирования данных, поскольку предоставляла больший объём при меньшей стоимости.
Во многих машинах второго поколения функции общения с периферийными устройствами делегировались специализированным сопроцессорам. Например, в то время как периферийный процессор выполняет чтение или пробивку перфокарт, основной процессор выполняет вычисления или ветвления по программе. Одна шина данных переносит данные между памятью и процессором в ходе цикла выборки и исполнения инструкций, и обычно другие шины данных обслуживают периферийные устройства. На PDP-1 цикл обращения к памяти занимал 5 микросекунд; большинство инструкций требовали 10 микросекунд: 5 на выборку инструкции и ещё 5 на выборку операнда.
«Сетунь» была первой ЭВМ на основе троичной логики, разработана в 1958 году в Советском Союзе.
Первыми советскими серийными полупроводниковыми ЭВМ стали «Весна» и «Снег», выпускаемые с 1964 по 1972 год. Пиковая производительность ЭВМ «Снег» составила 300 000 операций в секунду. Машины изготавливались на базе транзисторов с тактовой частотой 5 МГц. Всего было выпущено 39 ЭВМ.
Лучшей отечественной ЭВМ 2-го поколения считается БЭСМ-6, созданная в 1966 году.

### 1960-е: третье поколение

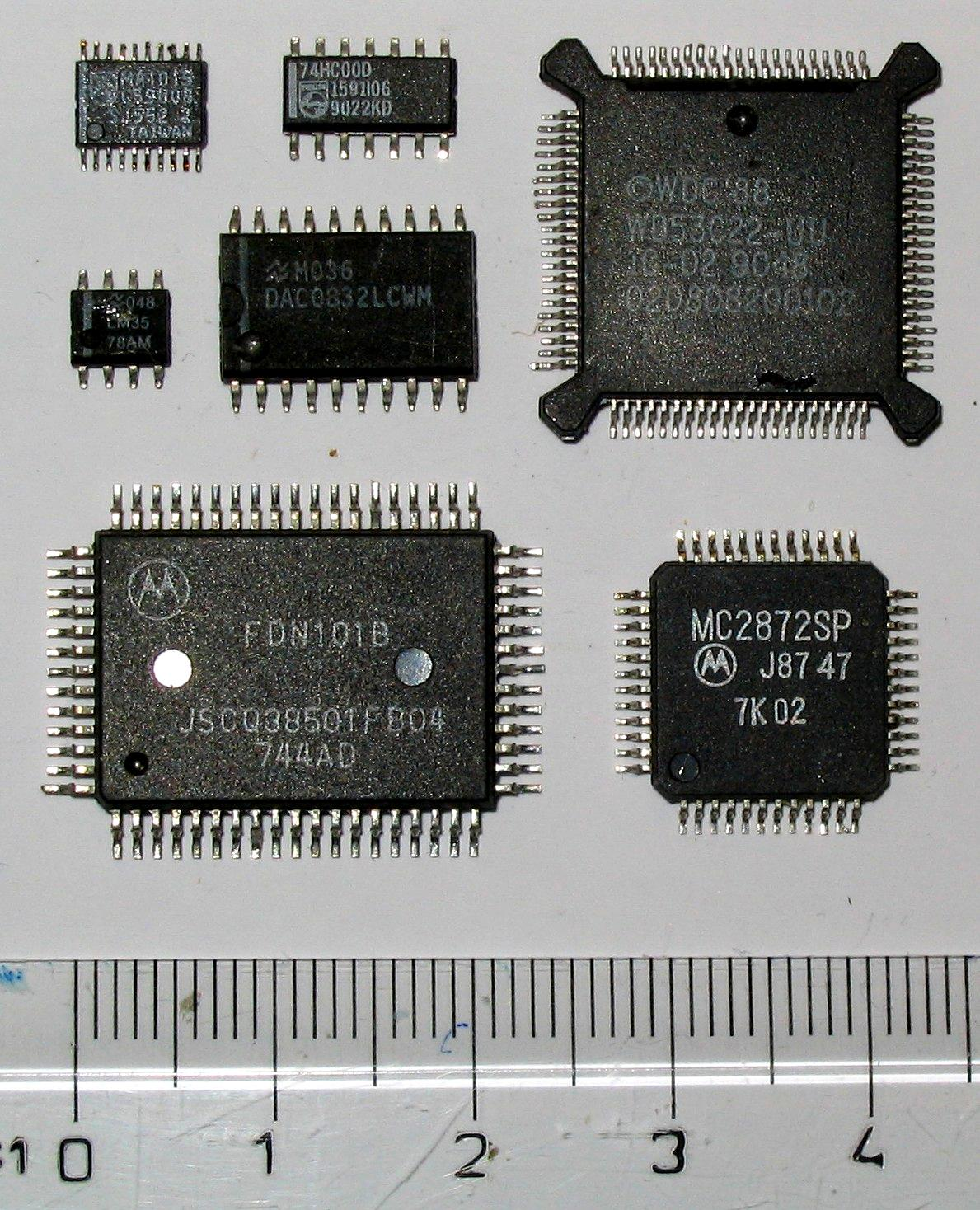
Интегральные схемы содержат сотни миллионов транзисторов

Бурный рост использования компьютеров начался с «третьего поколения» вычислительных машин. Начало этому положило изобретение интегральной схемы, которое стало возможным благодаря цепочке открытий, сделанных американскими инженерами в 1958—1959 годах. Они решили три фундаментальные проблемы, препятствовавшие созданию интегральной схемы; за сделанные открытия один из них, Джек Килби, получил Нобелевскую премию.
В 1964 году был представлен мейнфрейм IBM/360. Эти ЭВМ и её наследники на долгие годы стали фактическим промышленным стандартом для мощных ЭВМ общего назначения. В СССР аналогом IBM/360 были машины серии ЕС ЭВМ.
Параллельно с компьютерами третьего поколения продолжали выпускаться компьютеры второго поколения. Так, компьютеры «UNIVAC 494» выпускались до середины 1970-х годов.

### 1970-е: четвёртое поколение

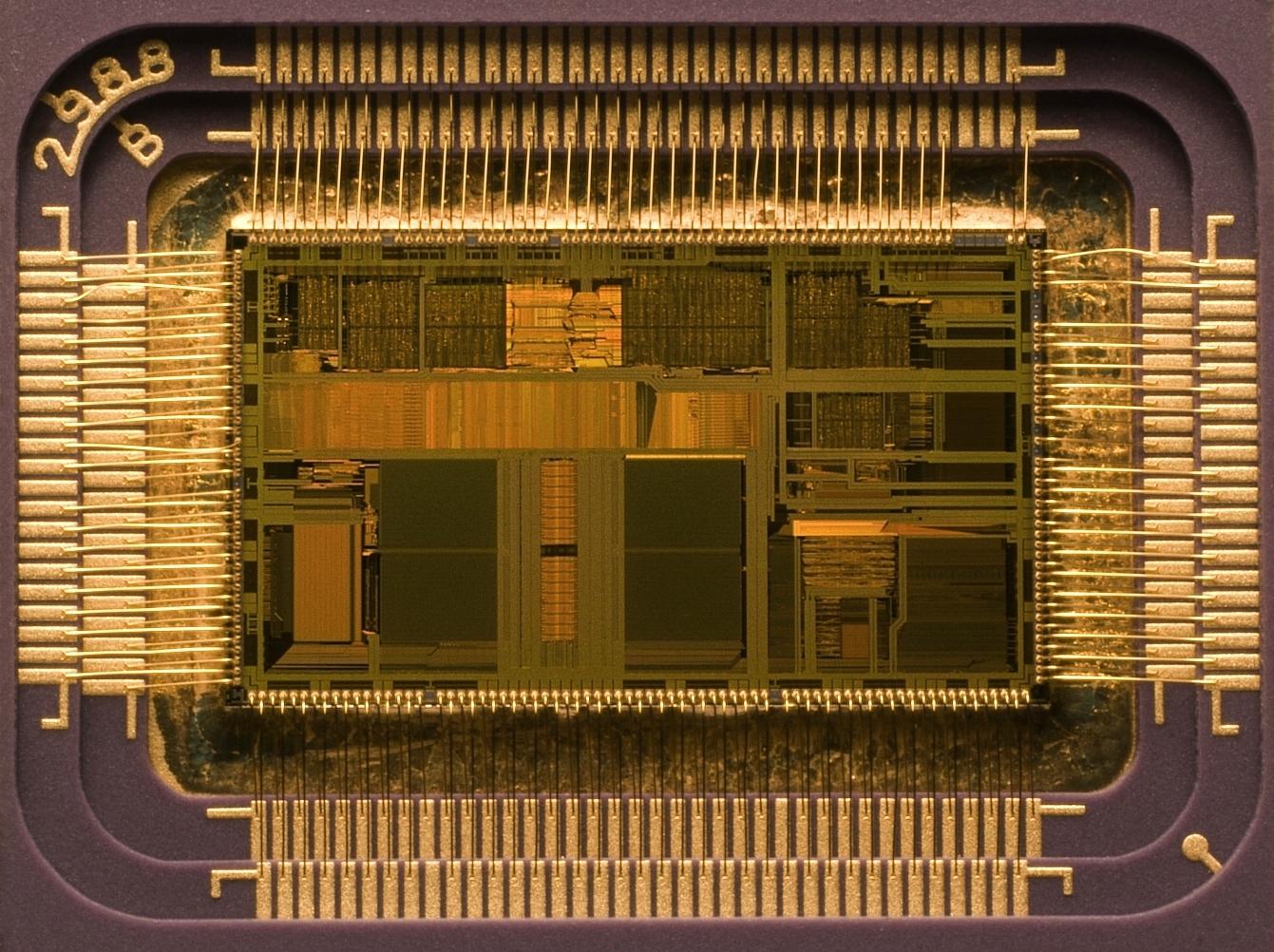
Микропроцессор заменил множество интегральных схем

В 1969 году сотрудник компании Intel Тэд Хофф предлагает создать центральный процессор на одном кристалле. То есть, вместо множества интегральных микросхем создать одну главную интегральную микросхему, которая должна будет выполнять все арифметические, логические операции и операции управления, записанные в машинном коде. Такое устройство получило название микропроцессор.
В декабре 1969 года компания Computer Terminal Corporation (CTC, ныне Datapoint) поручила Intel разработать однокристальный процессор с собственным набором команд CTC, который предназначался для интеллектуального терминала DataPoint 2200. Компания Intel не выполнила условия контракта (хотя позже этот заказ превратился в процессор 8008, дебютировавший в 1972 году) и компания CTC самостоятельно завершила проект, собрав процессор на дискретной ТТЛ-логике. Терминал DataPoint 2200 стал фактическим персональным компьютером.
В 1971 году компания Intel по заказу фирмы Busicom выпускает первый микропроцессор — Intel 4004 — для использования в калькуляторе (модель Busicom 141-PF).
В декабре 1972 года — всего через 8 месяцев после анонса процессора Intel 8008 — американская компания Q1 начала продавать компьютер Q1. Тем самым компьютер Q1 стал первым в мире персональным компьютером на однокристальном процессоре.
В 1974 году вышел более мощный процессор Intel 8080, на базе которого компания MITS начала разрабатывать  компьютер Altair 8800.

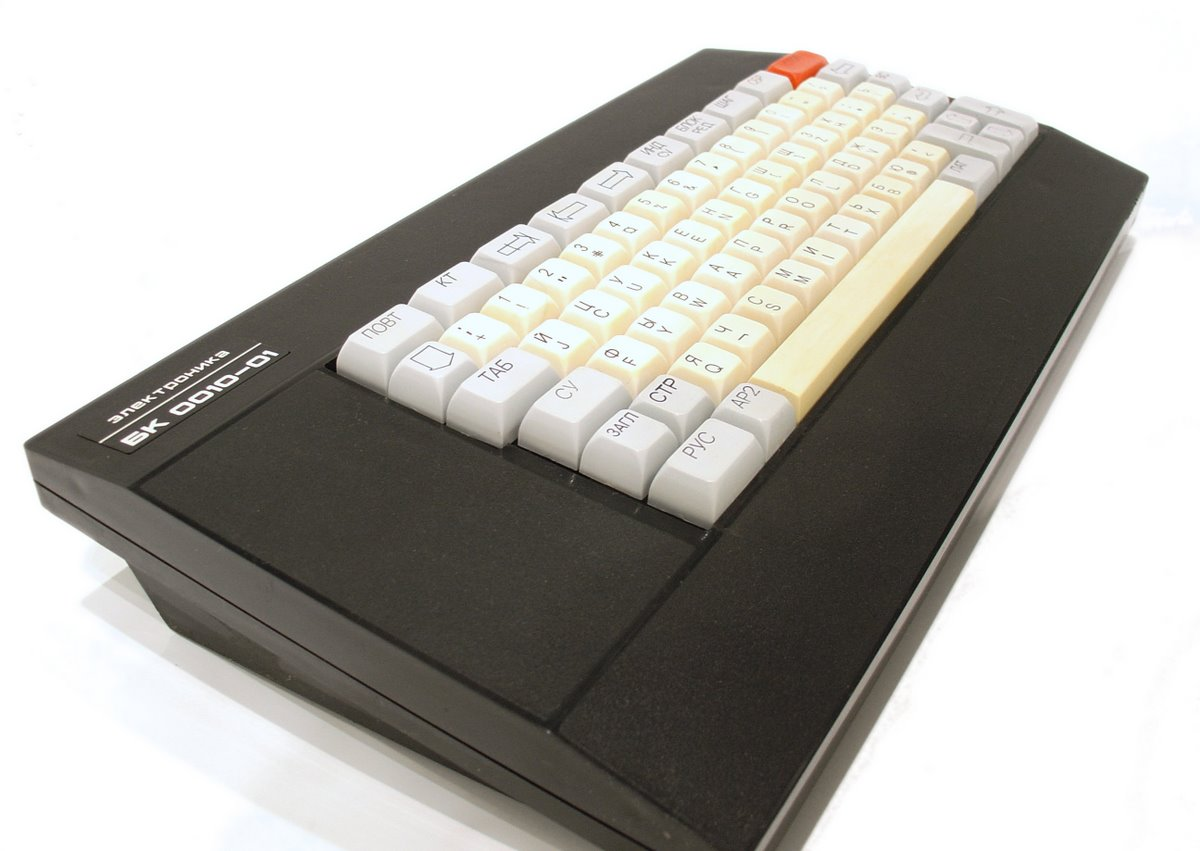
Домашний компьютер БК-0010-01, подключаемый к телевизору

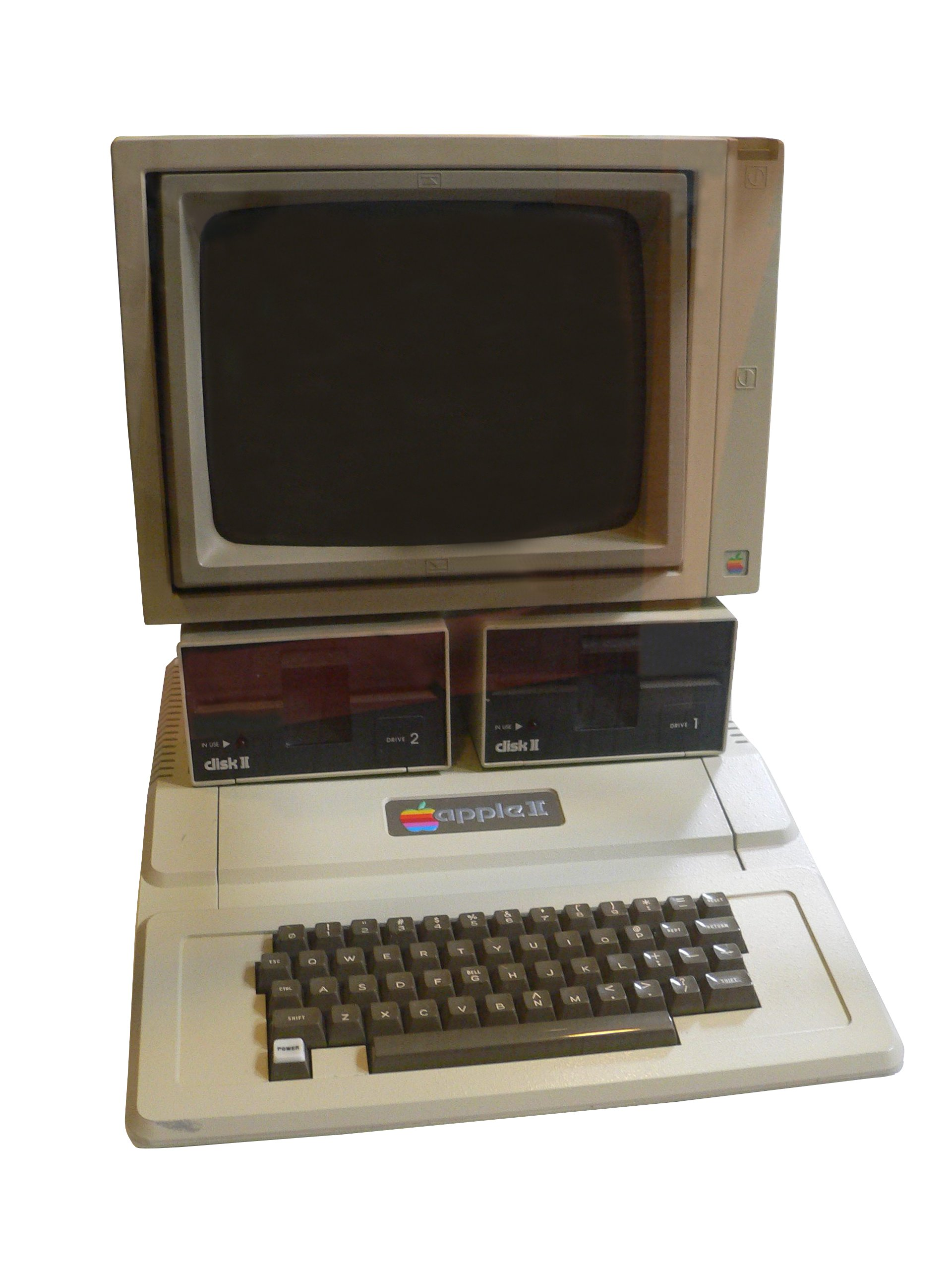
Apple II — первый в мире массовый персональный компьютер производства компании Apple

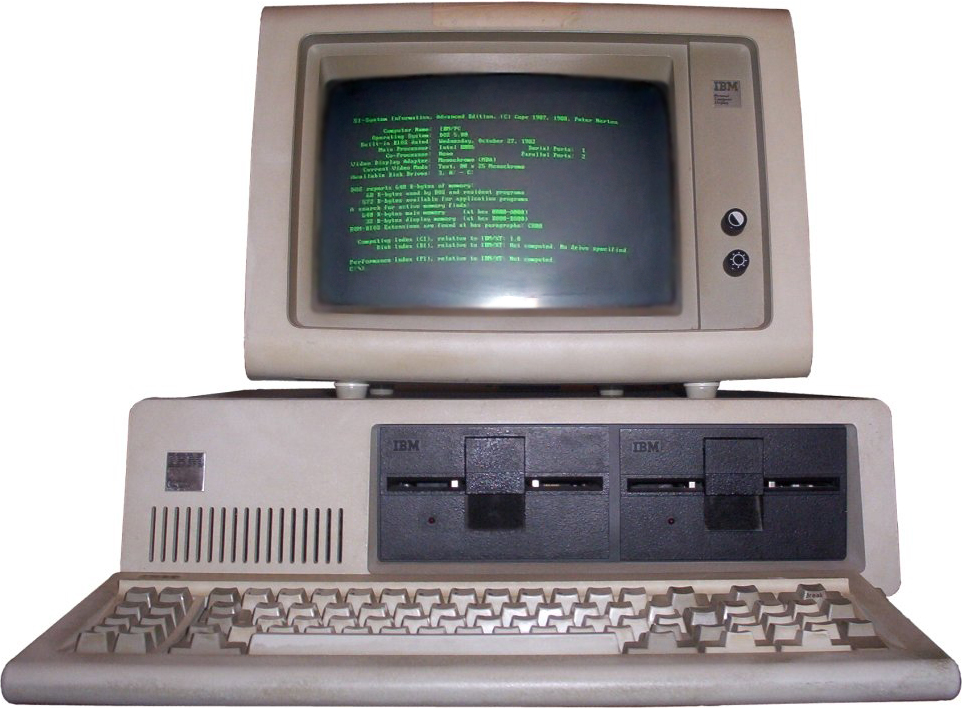
IBM PC — массовый персональный компьютер производства компании IBM

Появление микропроцессоров позволило создать микрокомпьютеры — небольшие недорогие компьютеры, которые могли себе позволить купить маленькие компании или отдельные люди.
В 1980-х годах микрокомпьютеры стали повсеместным явлением.
Первый массовый домашний компьютер был разработан Стивом Возняком — одним из основателей компании Apple Computer.
Позже Стив Возняк разработал первый массовый персональный компьютер.
Компьютеры на основе микрокомпьютерной архитектуры с возможностями, добавленными от их больших собратьев, сейчас доминируют в большинстве сегментов рынка.

## Электронные калькуляторы

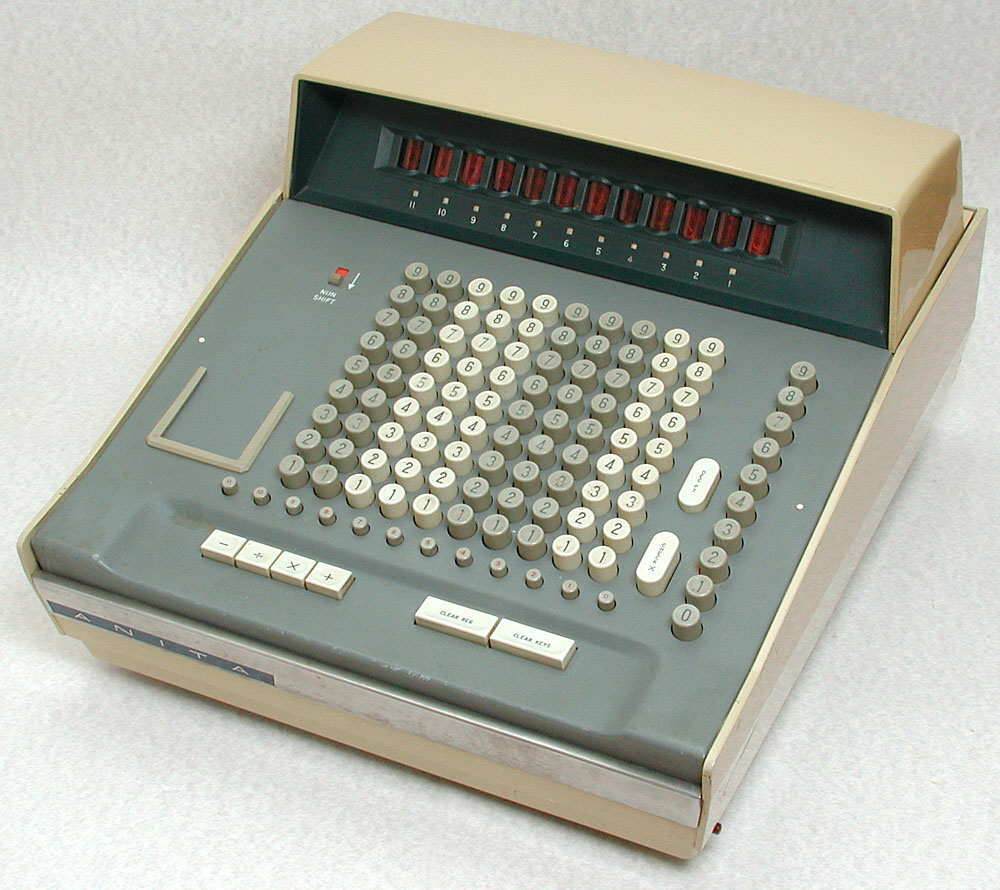
ANITA Mark VIII, 1961 год

Первым полностью электронным настольным калькулятором был британский ANITA Mark VII, который использовал дисплей на газоразрядных цифровых индикаторах и 177 миниатюрных тиратронов. В июне 1963 года Friden представил EC-130 с четырьмя функциями. Он был полностью на транзисторах, имел 13-цифровое разрешение на 5-дюймовой электронно-лучевой трубке и представлялся фирмой на рынке калькуляторов по цене 2200 $. В модель EC 132 были добавлены функция вычисления квадратного корня и обратные функции. В 1965 году Wang Laboratories произвёл LOCI-2, настольный калькулятор на транзисторах с 10 цифрами, который использовал дисплей на газоразрядных цифровых индикаторах и мог вычислять логарифмы.

## В СССР

### 1940-е
В 1945 году работала первая в СССР аналоговая вычислительная машина. До войны же были начаты исследования и разработки быстродействующих триггеров — основных элементов цифровых ЭВМ.
29 июня 1948 года Председатель Совета Министров СССР И. В. Сталин подписал постановление, в соответствии с которым создавался Институт точной механики и вычислительной техники.
В 1948 году под началом доктора физико-математических наук С. А. Лебедева в Киеве начинаются работы по созданию МЭСМ (малой электронной счётной машины). 25 декабря 1951 года комиссия АН СССР под председательством академика Келдыша приняла машину МЭСМ, которая была передана в эксплуатацию.
В конце 1948 года сотрудники Энергетического института им. Крижижановского И. С. Брук и Б. И. Рамеев получают авторское свидетельство на ЭВМ с общей шиной, а в 1950—1951 гг. создают её. В этой машине впервые в мире вместо электронных ламп используются полупроводниковые (купроксные) диоды.
С 1948 г. Брук вёл работы по электронным ЦВМ и управлению с применением средств вычислительной техники.
В начале 1949 года в Москве на базе завода САМ были созданы СКБ-245 и НИИ Счетмаш. Создаются заводы «Счётмаш» в Курске, Пензе, Кишинёве.

### 1950-е
В начале 1950-х в Алма-Ате была создана лаборатория машинной и вычислительной математики. В конце 1951 г. вступила в эксплуатацию ЭВМ М-1, разработанная в лаборатории Энергетического института АН СССР.
Осенью 1952 года была завершена разработка Большой (или Быстродействующей) электронно-счётной машины — БЭСМ-1 (известна также как БЭСМ Академии Наук, БЭСМ АН), построенной на электронных лампах (5000 ламп). Опытная эксплуатация началась с 1952 года.
Советские учёные из ИТМиВТ АН СССР создавали сети компьютерной связи с 1952 года в рамках работ по созданию автоматизированной системы противоракетной обороны (ПРО). Вначале специалисты под руководством Сергея Лебедева создали серию ЭВМ («Диана-I», «Диана-II», М-40, М-20, М-50 и др.) и организовали обмен данных между ними для вычисления траектории противоракеты. Как пишет один из создателей системы Всеволод Бурцев, «в экспериментальном комплексе противоракетной обороны» центральная машина М-40 «осуществляла обмен информацией по пяти дуплексным и асинхронно работающим радиорелейным каналам связи с объектами, находящимися от неё на расстоянии от 100 до 200 километров; общий темп поступления информации через радиорелейные линии превышал 1 МГц». В 1956 году западнее озера Балхаш советскими учёными и военными был создан большой полигон, где разрабатывавшаяся система ПРО, вместе с сетью ЭВМ, проходила испытания.
В 1953 в СССР начали серийно выпускать машину «Стрела», в 1954 для нужд Министерства обороны СССР основан первый советский вычислительный центр ВЦ-1 (эксплуатировавший ЭВМ «Стрела»).
В 1954 году Л. Гутенмахером в Одессе была создана безламповая ЭВМ с использованием электромагнитных бесконтактных реле на феррит-диодных элементах, разработанных в его лаборатории на основе магнитных усилителей трансформаторного типа.
С 1956 года И. Берг и Ф. Старос возглавляют в Ленинграде лабораторию СЛ-11, которая впоследствии была преобразована в КБ-2. Там они создают первую в СССР настольную ЭВМ УМ-1 и её модификацию УМ-1НХ, за что им присуждена Государственная премия.
В 1957 году в серию запустили машину «Урал-1». Всего было выпущено 183 машины.
В 1958 году в секретном ВЦ № 1 МО СССР (п/я 01168) под руководством А. И. Китова была создана самая быстродействующая в мире ламповая ЭВМ «М-100» (сто тысяч операций в секунду) для использования в военных целях (в частности, для обработки данных, поступающих с РЛС кругового обзора в системе ПВО). Коллективу разработчиков во главе с А. И. Китовым было выдано Комитетом по делам изобретений и открытий при Совете Министров СССР Авторское свидетельство № 19628 с приоритетом от 27 июня 1958 г. на изобретение метода параллельной обработки машинных команд Арифметическим устройством ЭВМ (принцип макроконвейерной обработки или параллелизма вычислений). Данный метод, в настоящее время, используется в современных компьютерах. Рекордному быстродействию ЭВМ «М-100» также способствовала разработанная под руководством А. И. Китова система двухуровневой оперативной памяти (кэш-память и ОЗУ) и ряд других новшеств.
В 1959 году была создана под руководством Н. П. Брусенцова уникальная малая ЭВМ «Се́тунь» на основе троичной логики.

### 1960-е
В июле 1961 года в СССР запустили в серию первую полупроводниковую универсальную управляющую машину «Днепр» (до этого были только специализированные полупроводниковые машины). Ещё до начала серийного выпуска с ней проводились эксперименты по управлению сложными технологическими процессами на металлургическом заводе имени Дзержинского.
Первыми советскими серийными полупроводниковыми ЭВМ стали «Весна» и «Снег», выпускавшиеся с 1964 по 1972 год.
Первыми в мире серийными ЭВМ на интегральных схемах стали советские ЭВМ «Гном», выпускавшиеся с 1965 года.
В 1966 году создана БЭСМ-6, лучшая отечественная ЭВМ 2-го поколения. На тот момент она была самой быстрой не только в СССР, но и в Европе.
В архитектуре БЭСМ-6 впервые был широко использован принцип совмещения выполнения команд (до 14 одноадресных машинных команд могли находиться на разных стадиях выполнения). Механизмы прерывания, защиты памяти и другие новаторские решения позволили использовать БЭСМ-6 в мультипрограммном режиме и режиме разделения времени. ЭВМ имела 128 Кб оперативной памяти на ферритовых сердечниках и внешнюю память на магнитных барабанах и ленте. БЭСМ-6 работала с тактовой частотой 10 МГц и рекордной для того времени производительностью — около 1 млн операций в секунду. Всего было выпущено 355 ЭВМ.

### 1970-е
В начале 1970-х — разработка систем серии «Эльбрус». «Эльбрус-2» использовался в ядерных центрах, системах противоракетной обороны и других отраслях «оборонки».
В 1972 году были введены в строй железнодорожная система «комплексной автоматизации билетно-кассовых операций» АСУ «Экспресс» и система резервирования авиабилетов «Сирена», обеспечивавшие передачу и обработку больших массивов информации.
В июле-августе 1972 года Минский завод им. Г. К. Орджоникидзе приступил к серийному выпуску ЭВМ третьего поколения ЕС-1020. Пятилетний производственный план предусматривал производство от 12 до 15 тыс. машин указанной модели в 1972—1975 гг. для удовлетворения потребностей советской науки и промышленности в вычислительной технике.

### 1980-е
В 1984 году начал издаваться журнал «Микропроцессорные средства и системы».
В 1984 году в средних школах Советского союза находилось 10 тысяч ЭВМ.. Началось оснащение школ компьютерами советского и зарубежного производства. К 1989 число компьютеров в СССР достигло 100 тыс.

### 1990-е
К 1990 почти в каждой школе России были компьютеры. Число персональных компьютеров в школе достигло 1 миллиона.